# Бортинженер

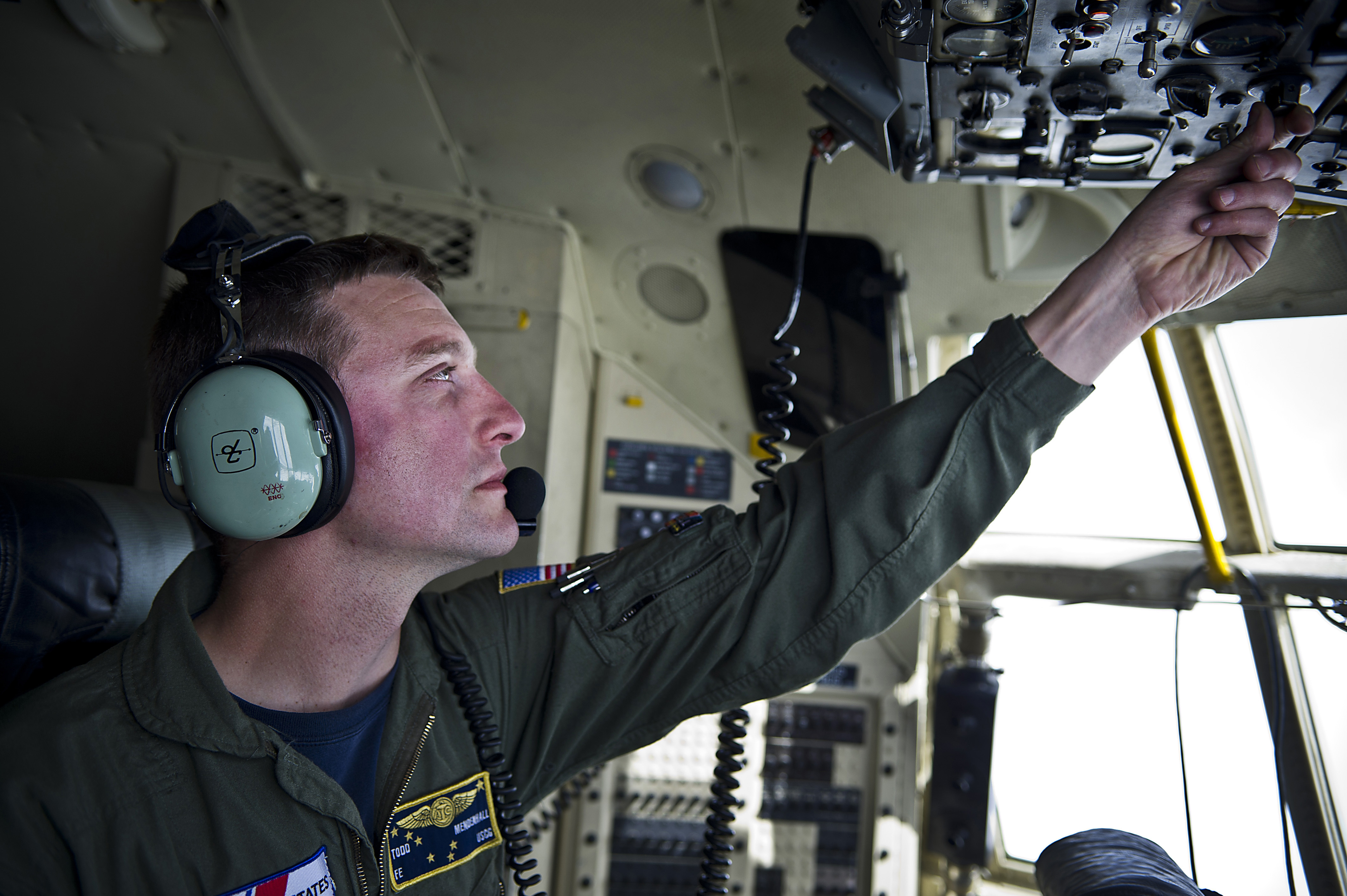
Бортинженер на борту Lockheed HC-130

Бортинженер (бортовой инженер, БИ) — член лётного экипажа воздушного судна (ВС) или космического корабля (КС), обеспечивающий контроль и управление различными системами летательного средства во время полёта, а также выполняющий ряд обязанностей при выполнении предполетной подготовки ВС.
На жаргоне авиаторов бортинженера в составе лётного экипажа часто называют бортач и реже — кочегар.
Помимо (или вместо) бортовых инженеров, в составе экипажей могут быть бортовые техники (БТ), в том числе узкоспециализированные, например: бортовой техник по авиадесантному оборудованию (БТ по АДО), или борттехник по авиационному оборудованию (БТ по АО). На небольших ЛА аналогичные обязанности выполняют бортовые механики.

## Должностные обязанности

### В авиации
Контролирует и управляет двигателями, шасси, механизацией крыла и системами воздушного судна по команде командира, а также лично. Устраняет возникшие в полёте и доступные для устранения неисправности авиационной техники в соответствии с руководством по лётной эксплуатации воздушного судна данного типа. Контролирует подготовку воздушного судна к полёту, устранение неисправностей инженерно-техническим составом и правильность оформления документации, наличие на борту документации, аварийно-спасательных средств и их исправность, а также достаточного для выполнения полёта количества топлива, масла, специальных жидкостей и газов. Контролирует правильность размещения и закрепления находящегося на борту груза или пассажиров. Информирует командира о возникших неисправностях и отказах техники в полёте, осуществляет ручное управление системами в случае отказа автоматики.

### В космонавтике
Бортинженеры двух смен экипажа Лунохода — Леонид Яковлевич Мосензов, Альберт Евстафиевич Кожевников.

## Квалификационные требования
Высшее инженерное образование по специальности «летательные аппараты и авиадвигатели». Борттехники имеют среднее техническое образование, бортмеханики — среднее специальное или специальную подготовку (курс обучения).